# Mundus (general)
Ilírico Mundus (en griego: Μοῦνδος; fl. 536) fue un general bizantino durante el reinado de Justiniano I.
Poco se conoce de sus primeros años de vida, salvo que era originariamente un mercenario de los Hunos. Fue nombrado Magister militum de las tropas en Ilírico y en la frontera del Danubio en el 530, y fue responsable de rechazar las invasiones de los Balcanes por los eslavos y los búlgaros. En el 531 acompañó a Belisario a las fronteras de oriente para luchar contra los sasánidas, y durante un breve lapso de tiempo estuvo a cargo de un ejército cuando Belisario luchó contra los persas en la Batalla de Calinico.
En el 532 se le ordenó regresar a Constantinopla por razones desconocidas, estando en ella con una fuerza de mercenarios hérulos durante la Revuelta Nika. Se mantuvo leal a Justiniano y, junto a Belisario, fue responsable de la masacre de los partidarios de Hipacio en el Hipódromo de Constantinopla. En el 535 envió sus tropas desde Ilírico a Dalmacia para luchar contra los ostrogodos mientras Belisario invadía la Italia ostrogoda por mar. Capturó Salona, la capital, pero murió en combate en el 536.